# Alpha Kappa Alpha

La Sororidad Alpha Kappa Alpha (AKA), marca registrada, es históricamente la primera hermandad estudiantil de letras griegas afroestadounidense. La organización se fundó sobre cinco principios básicos:
Cultivar y fomentar altos estándares académicos y éticos, promover la unidad y la amistad entre las mujeres universitarias, estudiar y ayudar a aliviar los problemas relacionados con las niñas y las mujeres con el fin de mejorar su estatus social, mantener un interés progresivo en la vida universitaria y estar "al servicio de toda la humanidad"
La sororidad fue fundada el 15 de enero de 1908, en la universidad históricamente afroamericana de Howard en Washington D. C., por un grupo de dieciséis estudiantes dirigidas por Ethel Hedgeman Lyle. La creación de una sororidad rompió las barreras para las mujeres afroamericanas en áreas donde tenían poco poder o autoridad debido a la falta de oportunidades para las minorías y las mujeres a principios del siglo XX. Alpha Kappa Alpha fue registrada el 29 de enero de 1913.
La sororidad es una de las hermandades femeninas de letras griegas más grandes de la nación de Estados Unidos, formada por mujeres con educación universitaria de orígenes muy diversos de todo el mundo, y presta servicio a través de una membresía de más de 300.000 mujeres en 1.024 capítulos en los Estados Unidos y varios otros países. Las mujeres pueden unirse a través de capítulos de grados universitarios de una facultad o universidad, o también pueden unirse a través de un capítulo de posgrado después de adquirir un título de grado o superior.
Desde el establecimiento de la organización, Alpha Kappa Alpha ha ayudado a mejorar las condiciones sociales y económicas a través de programas de servicio comunitario. Los miembros han mejorado la educación a través de iniciativas independientes, contribuido al desarrollo comunitario mediante la creación de programas y asociaciones, como la clínica Mississippi Health Clinic, e influyeron en la legislación federal mediante el cabildeo del Congreso a través del lobby Nacional No Partidista en Derechos Civiles y Democráticos. La sororidad trabaja con las comunidades a través de iniciativas de servicio y programas progresivos relacionados con la educación, la familia, la salud y los negocios.
Alpha Kappa Alpha forma parte del Consejo Nacional Panhelénico (NPHC, por sus siglas en inglés). La actual presidenta internacional es la Dra. Glenda Glover, y los archivos documentales y pictóricos de la sororidad se encuentran en el Centro de Investigación de Moorland-Spingarn.

## Historia

### Comienzos: 1907–1912
En la primavera de 1907, Ethel Hedgeman dirigió los esfuerzos para crear una hermandad de mujeres en la Universidad Howard. La profesora de Howard, Ethel Robinson, animó a Hedgeman relatando sus propias observaciones de la vida en una sororidad del Women's College de la Universidad de Brown, a pesar de no haber sido miembro de ninguna sororidad mientras estudiaba en Brown. Hedgeman también se inspiró en sus mentores en Howard. Para implementar su idea, Hedgeman comenzó a reclutar compañeras interesadas durante el verano de 1907.
Finalmente, nueve mujeres, incluyendo a Hedgeman, fueron una pieza fundamental en la organización de Alpha Kappa Alpha en el otoño de 1907. Con Hedgeman como presidenta temporal, las mujeres escribieron la constitución de la sororidad, idearon el lema, eligieron los colores favoritos, y nombraron a la sororidad Alpha Kappa Alpha. Más tarde, en 1908, siete estudiantes de honor de segundo año expresaron interés en unirse y fueron aceptadas sin iniciación. La primera iniciación se llevó a cabo en un ala del Miner Hall, en la Universidad Howard, el 11 de febrero de 1909. El 25 de mayo de 1909 Alpha Kappa Alpha celebró su primera "Semana de la Hiedra", una celebración que incluyó la plantación de hiedra en Miner Hall.

### Conflictos e incorporación: 1912–1913

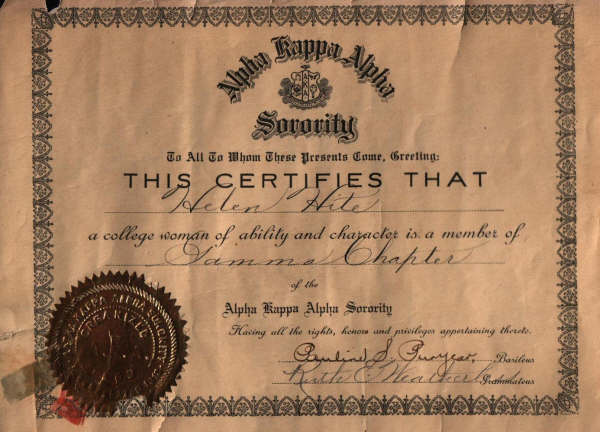
Certificado de membresía de 1921 del capítulo Gamma en la Universidad de Illinois en Urbana-Champaign

Alpha Kappa Alpha continuó creciendo en Howard. Al final del año escolar 1911-12, había más de veinte miembros de la sororidad y la organización se había convertido en una parte influyente de la vida estudiantil en Howard. Después de su graduación en 1912, mientras asistía a una reunión con los actuales miembros del capítulo en octubre de 1912, la expresidenta Nellie Quander se enteró de que todos los miembros recién iniciados de la sororidad planeaban cambiar los colores, las letras y la constitución de la sororidad. Quander trabajó activamente con las mujeres que se habían convertido en miembros de la sororidad durante los cuatro años de su existencia para mantener la integridad y los principios de Alpha Kappa Alpha. El 13 de enero de 1913, los miembros que querían transformar Alpha Kappa Alpha dejaron la organización y formaron Delta Sigma Theta. Quander estableció un comité de tres personas que solicitó con éxito incorporar AKA como entidad perpetua. Alpha Kappa Alpha fue incorporada nacionalmente el 29 de enero de 1913; la primera sororidad afroamericana en hacerlo.

### Expansión e implementación de programas: 1913–1940
Alpha Kappa Alpha continuó creciendo a nivel nacional. En el otoño de 1913 se estableció un segundo capítulo en la Universidad de Chicago. Además, Alpha Kappa Alpha ayudó a apoyar a los miembros proporcionando fondos de becas para estudios escolares y estudios en el extranjero.
Alpha Kappa Alpha comenzó a unir a los miembros en la Boulé anual, el órgano gobernante de la sororidad. La promesa para convertirse en miembro de la sororidad fue escrita por Grace Edwards y adoptada por la Boulé de 1920. Además, el emblema de la sororidad fue diseñado por Phyllis Wheatley Waters y aceptado en la misma Boulé. Un año más tarde, en la Boulé de 1921, la Hoja de Hiedra fue designada como "el órgano oficial de Alpha Kappa Alpha", y se estableció la Semana de los Fundadores, en honor a los fundadores de AKA. Las perlas fueron introducidas por primera vez en la sororidad el mismo año. La insignia de miembro de la sororidad fue aceptada en la siguiente Boulé en Kansas City, Misuri. En la Boulé de 1947, se diseñaron y aprobaron insignias para los miembros honorarios.
El 10 de mayo de 1930, Alpha Kappa Alpha, junto con las fraternidades Kappa Alpha Psi y Omega Psi Phi y las sororidades Delta Sigma Theta y Zeta Phi Beta, formaron el Consejo Nacional Panhelénico (NPHC) en la Universidad de Howard. Actualmente compuesto por nueve fraternidades y sororidades predominantemente negras, el NPHC promueve la interacción mediante foros, reuniones y otros medios de intercambio de información, y participa en programas e iniciativas de cooperación a través de diversas actividades y funciones.
A lo largo de la Gran Migración Afroamericana, los miembros ayudaron a Travelers Aid International, una sociedad de ayuda a los viajeros, para asistir a miles de negros del sur a adaptarse a la sociedad del norte, encontrar vivienda y guiarse por la ciudad. También se ofrecieron como voluntarios en el Hospital Freedman.
En abril de 1933, durante la Gran Depresión, la presidenta internacional Ida Jackson visitó la Escuela Industrial All Saints en Lexington, Misisipi. Encontró condiciones difíciles en el Delta del Misisipi. Algunos de los profesores no recibieron una educación más allá de la enseñanza media. Los afroamericanos estaban tratando de ganarse la vida mediante la aparcería en las tierras de cultivo, mientras que los precios agrícolas seguían disminuyendo. En verano de 1934, Ida Jackson inició una escuela de verano para maestros rurales para formar a futuros maestros. Trabajó con un total de 22 estudiantes por maestro y 243 escolares. Además, dio clases nocturnas para 48 adultos. Al obtener 2.600 libros para la biblioteca de la escuela, Jackson la convirtió en "la mayor biblioteca en manos de personas blancas o de color en todo el condado de Holmes".
En el verano de 1938, Ida Jackson se centró en la pobreza y estableció una clínica de salud regional. Había adquirido 1.000 dólares de la Boulé para financiar el proyecto en diciembre de 1935. La clínica se convirtió en un proyecto de salud en Misisipi, el Mississippi Health Project, con la Dra. Dorothy Boulding Ferebee como directora.
El proyecto trajo atención médica primaria a la población rural negra en todo el estado durante seis veranos.
El programa ha sido reconocido como la primera clínica de salud móvil en los Estados Unidos, ayudando a aproximadamente a 15.000 personas en el Delta del Misisipi. El proyecto se destacó por ayudar a disminuir los casos de difteria y viruela en la región y por mejorar las prácticas nutricionales y dentales en todo el Mississippi rural.
Dirigida por Norma Elizabeth Boyd, una de las fundadoras, la sororidad creó en 1938 el lobby Nacional No Partidista en Derechos Civiles y Democráticos (NPC, por sus siglas en inglés), más tarde renombrado como el Consejo Nacional No Partidista de Asuntos Públicos. Fue el primer lobby del congreso dedicado completamente a los derechos civiles de grupos minoritarios. A lo largo de la vida de la organización, el Consejo No Partidista trabajó con la Asociación Nacional para el Avance de la Gente de Color (NAACP, por sus siglas en inglés), The United Office and Professional Workers of America, The National Association of Graduate Nurses, The American Federation of Churches, The Colored Women's Club, The Brotherhood of Sleeping Car Porters and Auxiliary, y The New York Voter's League. El NPC fue disuelto el 15 de julio de 1948, por la 12.ª Supreme Basileus Edna Over Gray-Campbell. Un año más tarde, Alpha Kappa Alpha fue la primera sororidad en solicitar ser miembro vitalicio de la NAACP.
Para reemplazar al NPC, en agosto de 1945, Alpha Kappa Alpha estableció el Consejo Americano de Derechos Humanos (ACHR, por sus siglas en inglés). El consejo hizo recomendaciones al gobierno en relación con la legislación sobre derechos civiles. El ACHR fue propuesto en la Boulé de 1946. En octubre de 1946, Alpha Kappa Alpha fue la primera sororidad en obtener el estatus de observador en las Naciones Unidas. El 25 de enero de 1948, las sororidades de Delta Sigma Theta, Zeta Phi Beta, Sigma Gamma Rho y las fraternidades de Alpha Phi Alpha y Phi Beta Sigma aprobados miembros de la ACHR. Kappa Alpha Psi fue incluido más tarde en marzo de 1949.
El 1 de septiembre de 1945, Alpha Kappa Alpha estableció la The National Health Office (Oficina Nacional de Salud) en la ciudad de Nueva York. La Oficina Nacional de Salud coordinó actividades con los capítulos locales y trabajó con la Comisión de Acreditación para la Atención de la Salud (ACHC, por sus siglas en inglés) para promover iniciativas de salud ante el Congreso, aumentar el número de estudiantes de enfermería y mejorar el estado de los programas de salud en las facultades y universidades históricamente negras (HBCU). La Oficina Nacional de Salud se disolvió en 1951, ya que sus objetivos se incorporaron al programa internacional de la sororidad.

### Derechos civiles y formación educativa: 1950–1970
A lo largo de las décadas de los 50 hasta los 70, los miembros ayudaron a patrocinar la capacitación laboral, el enriquecimiento de lectura, el patrimonio y los programas juveniles. Al alentar a los jóvenes a mejorar sus habilidades matemáticas, científicas y de lectura, la sororidad continuó un legado de servicio comunitario y se comprometió a enriquecer las vidas de los demás. Económicamente, Alpha Kappa Alpha amplió en 1953 la financiación de los proyectos a través de la creación y el registro de la marca de un desfile de moda llamado Fashionetta. Políticamente, el ACHR continuó presionando por la igualdad en materia de los derechos civiles durante los años 50 y 60. Según Collier-Thomas, el ACHR atrajo la atención hacia la legislación en materia de educación, transporte, empleo y mejora de la igualdad en las fuerzas armadas y espacios públicos. El ACHR presentó amicus curiae en casos de derechos civiles como en el caso Bolling c. Sharpe y en el de Brown v., en 1954. Consejo de Educación. Sin embargo, ACHR votó por su disolución en su totalidad en 1963.
Alpha Kappa Alpha contribuyó con programas para jóvenes de zonas marginales aprovechándose de los logros políticos en la Casa Blanca. El 20 de agosto de 1964, el presidente Lyndon B. Johnson firmó la Ley de Oportunidades Económicas [Economic Opportunity Act], que permitió la creación del Cuerpo de Trabajo. La sororidad quería ofrecer un centro de capacitación laboral para los estudiantes. Dirigida por la presidenta Julia Purnell, AKA negoció con la Oficina de Oportunidades Económicas para gestionar un centro para mujeres desde octubre de 1964 hasta enero de 1965. El 12 de febrero de 1954, Alpha Kappa Alpha recibió una subvención de 4 millones de dólares (equivalente a 32,5 millones de dólares en 2019) para crear el centro Job Corps de Cleveland, convirtiéndose en la primera sororidad en gestionar un centro federal de formación laboral. A partir de 1965, el centro Job Corps de Cleveland formó a mujeres de entre 16 a 21 años, las cuales habían abandonado la escuela secundaria, con habilidades laborales y educativas. En 1976, el centro Job Corps de Cleveland aceptó hombres. La sororidad gestionó el centro Job Corps de Cleveland hasta 1995.
La sororidad formó a la comunidad destacando los logros de individuos notables al publicar The Heritage Series entre 1968 y 1972. Estos panfletos eran una serie de biografías de exitosas mujeres afroamericanas. En total, la colección completa contenía "Mujeres en Judicatura", "Mujeres en Política", "Mujeres en Medicina", "Mujeres en Negocios" y "Mujeres en Odontología". Alpha Kappa Alpha también donó 20,000 dólares para preservar el lugar de nacimiento de Martin Luther King Jr. en Atlanta, Georgia, a principios de la década de 1970. En 1978, durante el septuagésimo aniversario de la sororidad, se dedicó a las fundadoras de Alpha Kappa Alpha una vidriera conmemorativa en la Universidad Howard. Las fundadoras sobrevivientes, Lavinia Norman y Norma Boyd, asistieron a la ceremonia de inauguración de la vidriera conmemorativa, diseñada por Lois Mailou Jones.

### Avanzando hacia elsigloXXI: 1980–2007
Poco después del 75.º aniversario de la sororidad, Alpha Kappa Alpha contribuyó con fondos para disminuir la pobreza de África con el establecimiento del programa de desarrollo de pueblos africanos. Como programa conjunto con la organización sin ánimo de lucro Africare, la sororidad trató de disminuir la pobreza en las aldeas africanas. En colaboración con la Fundación Internacional para la Educación y la Autoayuda(en inglés, IFESH), la sororidad construyó diez escuelas en Sudáfrica tras el fin de la apartheid, y donó tecnología informática para la región.
A lo largo de la década de los 90, la sororidad continuó ofreciendo programas de tutoría extraescolar, como ON TRACK. ON TRACK, un acrónimo que significa "Organización, crianza, creación de equipos, respeto, logro, asesoramiento y conocimiento", se diseñó para ayudar a progresar a 20.000 estudiantes de tercer grado que estaban en riesgo de fracasar en su educación. Patrocinado por Daimler Chrysler, ON TRACK fue designado para "mejorar la comunicación, los aspectos académicos, la salud física y emocional, el liderazgo de compañeros, el protocolo y las relaciones interpersonales". Además, programas como Ivy Reading AKAdemy y Young Authors Program mejoraron las habilidades de comprensión de la lectura básica, mientras que el P.I.M.S. destacó los programas en matemáticas y ciencias.
La sororidad respondió a la llamada de ayuda en otoño de 2005 tras el huracán Katrina, recaudando dinero para un fondo de socorro ante desastres. En julio de 2007, a través del Hábitat para la Humanidad, la sororidad ayudó a construir una casa en Nueva Orleans para una familia que sobrevivió al huracán Katrina.
Además de los programas educativos, Alpha Kappa Alpha contribuyó a concienciar sobre cuestiones relacionados con la salud, como el SIDA, la anemia falciforme, el cáncer de mama y la importancia de mantenerse en forma. Recientemente, la sororidad ha apoyado los esfuerzos de la justicia para los seis de Jena. Además, la sororidad se conecta al pasado colaborando con el African Ancestry. Los miembros de la sororidad pueden utilizar las pruebas de ADN de African Ancestry para encontrar datos genealógicos para ellos y sus familias. El propósito de la colaboración es ayudar a los miembros a rastrear las conexiones familiares a través del mundo, así como en África, para abrazar la cultura afroestadounidense y ampliar la comunidad.

### Celebración del Centenario: 2008
Alpha Kappa Alpha celebró su centenario con una conmemoración de un año en 2008. La celebración coincidió con la bienal Boulé de la sororidad. A nivel internacional, algunos miembros de Alpha Kappa Alpha comenzaron a celebrar las festividades haciendo una peregrinación a la Universidad Howard del 12 de enero al 15 de enero de 2008. Las actividades incluyeron la donación por parte de los miembros de la sororidad de 1 millón de dólares en becas a la Universidad Howard, la contribución de las bibliotecas para la Escuela Secundaria de Matemáticas y Ciencia y la Asbury Dwelling para ciudadanos mayores, y la presentación de una versión digital de toda la publicación Hoja de Hiedra. Además, los miembros estudiantes y graduados de la sororidad que no pudieron asistir a las ceremonias en Washington D. C., llevaron a cabo celebraciones en sus ciudades locales. El 11 de julio al 18 de julio de 2008, Alpha Kappa Alpha celebró su 63.er Boulé. Una reunión del ayuntamiento con el público, una marcha de unidad junto con otros miembros de NPHC, y un concierto con la cantante ganadora del Premio Grammy R&B, Patti LaBelle, fueron algunos de los eventos que tuvieron lugar en la centenaria Boulé. El 17 de julio de 2008, la sororidad Alpha Kappa Alpha ganó un récord mundial Guinness cuando 16.206 miembros establecieron un récord al tener la mayor cena con vajilla de plata de la historia en una convención.
Los logros de Alpha Kappa Alpha fueron anunciados por el Congreso de los Estados Unidos, con la senadora Hillary Clinton y la representante estadounidense Sheila Jackson-Lee, quienes acordaron aprobar por legislación en ambas cámaras del Congreso de los Estados Unidos conmemorar la fundación de la sororidad. Además, la empresa de juguetes Mattel diseñó una muñeca Barbie coleccionable con un vestido de noche rosa y verde.

### Demandas, auditorías periciales y revisión de rentas de la expresidenta
El 20 de junio de 2009, ocho miembros de la sororidad Alpha Kappa Alpha presentaron una denuncia ante el Tribunal Superior del Distrito de Columbia exigiendo que se despidiera a la presidenta internacional Barbara McKinzie por el uso incorrecto de fondos de la sororidad y que se devolviera el dinero a la misma. En la demanda se afirmaba que la Junta Directiva de la sororidad Alpha Kappa Alpha aprobó el gasto de cantidades sustanciales en los costes de vida de McKinzie, incluyendo la puesta en marcha de un caro modelo de cera de McKinzie, que costó 900,000 dólares. En respuesta, McKinzie negó las acusaciones, describiéndolas como "sin fundamento". Las membresías de los ocho miembros de la AKA que presentaron la denuncia fueron revocadas por la sororidad en represalia por la demanda, siendo posteriormente readmitidas por la obligación de un juez.
En febrero de 2010, el Tribunal Superior del Distrito de Columbia desestimó la demanda. El 18 de agosto de 2011, el Tribunal de Apelaciones del Distrito de Columbia revocó la decisión anterior.
El 22 de marzo de 2012, una auditoría pericial de los registros financieros de 2010 de Alpha Kappa Alpha reveló asuntos preocupantes sobre la creación y el acceso a una cuenta bancaria "secreta" de la expresidenta Barbara McKinzie. La auditoría de la sororidad llevó a hallazgos que apoyaron las reclamaciones de la demanda anterior. La auditoría también determinó que dos exfuncionarios continuaron utilizando tarjetas de crédito de la sororidad después terminar su servicio, sin documentar adecuadamente los cargos. Otra demanda contra la organización, la expresidenta McKinzie y otros funcionarios contenían acusaciones similares. La auditoría descubrió que McKinzie y los otros funcionarios habían creado en secreto un segundo conjunto de libros financieros para eludir las políticas contables de la sororidad. Según la auditoría, "se hicieron pagos sin autorización a la expresidenta Barbara McKinzie por valor de casi 1,7 millones de dólares. Aproximadamente 282,000 dólares en cargos de tarjeta de crédito en un segundo conjunto de libros parecen ser fraudulentos, incluyendo cargos personales por los que la sororidad no fue reembolsada". La sororidad expulsó más tarde a McKinzie y ganó un laudo arbitral de 1,6 millones de dólares contra ella, el cual (a partir de enero de 2017) fue impugnado por McKinzie en los tribunales.

### Demanda judicial y muerte por novatadas en el capítulo Sigma
El 9 de septiembre de 2002, Kristin High (22) y Kenitha Saafir (24) de la Universidad Estatal de California, Los Ángeles (CSULA), murieron a raíz de una actividad ilegal de novatadas. Las mujeres recibían instrucciones de miembros de Alpha Kappa Alpha para realizar una serie de actividades con los ojos vendados en Dockweiler State Beach cuando llegó la marea alta y las terminó ahogando. Al día siguiente, cuando las mujeres llevaron el coche y el móvil de Kristin a su madre, esta se dio cuenta de que faltaba en el coche el acta de promesa y se habían borrado los números del teléfono. Antes de la muerte de Kristin, su madre la alentó a desvincularse por completo de la sororidad después de que Kristin hablara sobre el comportamiento inapropiado por parte de los miembros de AKA. Un año después del incidente, las familias de las fallecidas llegaron a un acuerdo con la sororidad Alpha Kappa Alpha tras presentar una demanda civil por muerte por negligencia de 100 millones de dólares. La sororidad negó tener un capítulo activo en esa universidad, pero esto fue desestimado por el tribunal, el cual consideró a la sororidad responsable de las muertes. No se presentaron cargos penales. El capítulo de la CSULA había sido previamente sancionado por novatadas, y la sororidad expulsó permanentemente a todos los miembros involucrados en esta demanda.

### Investigación por prostitución en el capítulo Alfa Beta
En mayo de 2018, el capítulo Alfa Beta de la Universidad Estatal de Fort Valley (FVSU) fue puesto bajo investigación por el Sistema Universitario de Georgia y la Oficina de Investigaciones de Georgia debido a las convincentes acusaciones de que la exasesora de posgrado del capítulo y asistente ejecutiva del presidente de la universidad, Alecia Johnson, instruyó a los posibles miembros de bajos ingresos para que tuvieran relaciones sexuales con cualquier hombre acaudalado en Georgia para cubrir aproximadamente 1,500 dólares en concepto de cuotas de admisión de miembros. Johnson renunció a su cargo en la universidad y contrató representación legal para impugnar las acusaciones. En octubre de 2018, seis de las siete personas involucradas en la red de prostitución se entregaron a las autoridades. En junio de 2019, Johnson se declaró culpable de prostituirse a sí misma y a una estudiante de la FVSU. También como parte de su acuerdo, testificó contra los hombres acusados en la red de prostitución. Su acuerdo resultó en cinco años de libertad condicional, 180 días de arresto domiciliario y una multa de 1.000 dólares. La investigación interna de AKA sobre el asunto se completó con el capítulo que permanece con buena reputación con las principales dirigentes de la sororidad.

### Demanda por suicidio en el capítulo Gamma Chi
En una demanda presentada en 2019 en el Tribunal de Distrito de Illinois, la familia de Jordan Hankins culpa a Alpha Kappa Alpha de su suicidio en 2017. Hankins era una jugadora de baloncesto de segundo año en la Universidad del Noroeste y nueva promesa en la sororidad. Y mientras era promesa, Hankins "fue sometida a abusos físicos, incluyendo azotes, abuso verbal, abuso mental, explotación financiera, privación de sueño, artículos que se le arrojaron y tiraron sobre ella, y otras formas de novatadas destinadas a humillarla y degradarla", según la demanda. Una declaración oficial de Alpha Kappa Alpha dice que la sororidad está “profundamente entristecida” por la muerte de Hankins y se negó a comentar los detalles de la denuncia y su suicidio debido a la “naturaleza sensible” del incidente y “el continuo dolor que su familia está experimentando”.

## Membresía
Alpha Kappa Alpha cuenta con una membresía de más de 300.000 mujeres a nivel internacional, con 90.000 miembros activos de diversos orígenes y profesiones. Los miembros graduados constituyen el mayor porcentaje de miembros. Alpha Kappa Alpha tiene más de 1.000 capítulos ubicados en los Estados Unidos, el Caribe, Canadá y Sudáfrica.
El término soror, derivado del latín que significa "hermana", se utiliza entre los miembros de la sororidad. Los miembros de la Dirección incluyen el consejo de administración. Para capítulos universitarios, se añade "Omega" para distinguir entre los capítulos en los que forman parte los licenciados de los de estudiantes no titulados. "Supreme", como término, se prepone al título de un funcionario internacional, como el Supremo Basileo. A los miembros fallecidos se les conoce como "Ivies Beyond the Wall" (hiedras más allá del muro).
La membresía honorífica es el honor más alto de Alpha Kappa Alpha. Jane Addams, ganadora del Premio Nobel de la Paz, está entre los primeros miembros honorarios. Eleanor Roosevelt, ex primera dama y esposa del Presidente Franklin D. Roosevelt, fue nombrada miembro de honor. La Secretaria de Estado de los Estados Unidos, Hillary Clinton, exsenadora, primera dama y esposa del presidente Bill Clinton, aceptó ser miembro honorario de Alpha Kappa Alpha. Sin embargo, Clinton declinó más tarde la iniciación a la organización, debido a que el requisito de exclusividad de la sororidad impedía la aceptación en otras organizaciones panhelénicas, y Hillary deseaba que su membresía en Alpha Kappa Alpha no fuera exclusiva.

### Interés y admisión de miembros
El Ivy Leaf Pledge Club fue el club oficial de promesas -novatas- de la sororidad Alpha Kappa Alpha, Incorporated. Las candidatas potenciales que estuvieran interesadas en unirse a la sororidad se unirían al club de promesas antes de ser admitidas en la sororidad.

En Nuestro Tipo de Gente: Dentro de la clase alta de América, Lawrence Otis Graham cuenta la experiencia de su tía al unirse al Ivy Leaf Pledge Club:
"Tuvimos que aprender mucho sobre los comienzos históricos de los AKAs, y lo hicimos escribiendo largas cartas de solicitud al Ivy Leaf Pledge, el ala principal de la sororidad que regulaba el proceso de admisión, y luego asistiendo a reuniones mensuales donde las antiguas estudiantes nos enseñaron la historia."
Además, según Graham, la sororidad tendría "Semana de las Promesas", un período donde las calificaciones y el comportamiento de las candidatas eran revisados por los miembros del capítulo. Las candidatas que soportaron este período se iniciaron en la sororidad. El interés de los miembros es procesado por una reunión de interés, conocida como rush. Después de que la candidata reciba una carta oficial de la sororidad, puede participar en el proceso de admisión de miembros. Los miembros potenciales deben tener un promedio de C+ o superior antes de su presentación como miembros, así como un registro de servicio a la comunidad. Si un miembro potencial se ha graduado, podría ser invitada a unirse a la sororidad a discreción del capítulo de graduados.

### Liderazgo: Fundadores y Directores Ejecutivos
La dirección de la sororidad en los primeros años se obtuvo de tres grupos separados: el grupo original, las estudiantes de segundo año y las incorporadas, que juntas son conocidas como "Las Veinte Perlas". El cargo de director ejecutivo ha sido ocupado por ocho miembros desde la creación de la oficina el 9 de octubre de 1949.

### Presidentas internacionales
A continuación se enumeran las treinta presidentas internacionales desde la institución de la oficina de 1913.
- Nellie Quander (1913)
- Loraine R. Green (1919)
- L. Pearl Mitchell (1923)
- Pauline S. Puryear (1925)
- B. Beatrix Scott (1927)
- Maudelle Brown Bousfield (1929)
- Maude B. Porter (1931)
- Ida L. Jackson (1933)
- Margaret D. Bowen (1936)
- Dorothy B. Ferebee (1939)
- Beulah T. Whitby (1941)
- Edna O. Campbell (1946)
- Laura Lovelace (1949)
- Arnetta G. Wallace (1953)
- Marjorie H. Parker (1958)
- Julia B. Purnell (1962)
- Larzette Hale (1966)
- Mattelia B. Grays (1970)
- Bernice I. Sumlin (1974)
- Barbara K. Phillips (1978)
- Faye B. Bryant (1982)
- Janet Jones Ballard (1986)
- Mary Shy Scott (1990)
- Eva L. Evans (1994)
- Norma S. White (1998)
- Linda White (2002)
- Barbara A. McKinzie (2006)
- Carolyn House Stewart (2010)
- Dorothy Buckhanan Wilson (2014)
- Glenda Glover (2018)

### Boulé
La Boulé es la institución reguladora de la sororidad y actualmente se reúne cada dos años. A lo largo de los años, personas notables como los activistas de derechos civiles Martin Luther King Jr. y Roy Wilkins han sido oradores en pasadas conferencias de la Boulé.

### Regiones
Después del establecimiento de 32 capítulos de graduados y de estudiantes en 1924, la sororidad Alpha Kappa Alpha organizó capítulos según sus regiones en los Estados Unidos y en el extranjero. La Boulé determina los límites de las regiones. Cada una de las diez regiones está dirigida por una Directora Regional, donde sirve a un miembro del Consejo de Administración de la sororidad. Además de formar parte en la Junta Directiva de la sororidad, la Directora Regional también sigue las directrices, los objetivos del programa, así como los procedimientos establecidos por la Presidenta Internacional. Casi dos tercios de las directoras regionales de la sororidad han sido elegidas como presidentas internacionales.

## Programas nacionales

### Fundación para el Fomento Educativo
La Fundación para el Fomento Educativo de Alpha Kappa Alpha (EAF, por sus siglas en inglés) es una rama separada y exenta de impuestos de la sororidad, que "proporciona apoyo financiero a personas y organizaciones dedicadas al aprendizaje permanente". La fundación otorga becas académicas (para los miembros universitarios de la sororidad, así como para no miembros), becas de investigación y subvenciones para el servicio comunitario.

### Historia y donaciones
La fundación fue idea de Constanza Holanda, la hermana de la ex presidenta internacional de Alpha Kappa Alpha, la Dra. Barbara Phillips, en 1978. La fundación comenzó oficialmente en 1980 y la sororidad donó 10.000 dólares para el proyecto. Ocho años después, la organización otorgó por primera vez 10,000 dólares a catorce estudiantes. En 1991, la EAF concedió por primera vez pequeñas donaciones a organizaciones comunitarias. En 1998, la EAF otorgó el primer Premio "Youth Partners Accessing Capital "(PAC) a un miembro estudiante universitario.
En el vigésimo aniversario de la organización, en el 2000, la EAF publicó el libro Perpetuating Our Posterity: A Blueprint for Excelente (Perpetuar nuestra posteridad: Un proyecto para la excelencia). El libro sirvió como una historia integral de la organización y como fuente de asesoramiento para otras filantropías incipientes. La EAF llegó a la red a través de una página web en 2003.
La organización celebró un aniversario de plata en Nasáu (Bahamas) en 2005. La EAF se incorpora al programa del centenario del Presidente Internacional para la financiación del programa de Excelencia en el Rendimiento Académico. En total, la EAF ha donado más de 200,000 dólares en subvenciones y ha otorgado becas a 1,400 estudiantes. Otros importantes donantes de la EAF incluyen las compañías Continental Airlines y Northern Trust.

### Proyectos
- Defensores de los Colegios Negros – El propósito de los Defensores de los Colegios Negros es recaudar 100,000 dólares para una facultad y universidad históricamente negras, para apoyar las becas de la institución y las subvenciones del programa. Se anima a las corporaciones, así como a los graduados minoritarios de universidades históricamente negras a que también donen fondos. La primera universidad que recibe ayuda es la Universidad de Stillman en Tuscaloosa, Alabama.
- Fondos de la Universidad de Howar – Alpha Kappa Alpha celebra el centenario de la fundación de la sororidad donando 2 millones de dólares a la Universidad de Howard a través de dos modos. En primer lugar, el Centro de Investigación Moorland-Spingarn alberga las piezas históricas, fotografías, documentos y grabaciones de las contribuciones de Alpha Kappa Alpha al servicio comunitario. Se utilizará un millón de dólares para mejorar los archivos de Alpha Kappa Alpha. Además, otro millón de dólares se donará al Fondo de Becas Nellie M. Quander. El fondo se utilizará para financiar becas parciales o completas para mujeres de la Universidad de Howard en sus años años de carrera.
- Becas de capítulos – Los miembros estudiantes y graduados de los capítulos de la sororidad Alpha Kappa Alpha envían cuotas separadas a la Fundación para el Fomento Educativo para financiar becas locales. Dependiendo del tamaño de las contribuciones del capítulo, las becas generalmente oscilan entre los 100 y 500 dólares. Para que un capítulo done bajo el Fondo de Donación de la EAF, necesita recaudar 20,000 dólares.

- La exhibición ambulante de la Sororidad Alpha Kappa Alpha relata los logros de los miembros Alpha Kappa Alpha a través de los cien años de la organización. La exposición se expone en varias ciudades de toda la nación de Estados Unidos desde 2006 hasta 2008.

### Ivy Acres
Ivy Acres será un centro de jubilados ubicado en Winston-Salem, Carolina del Norte. El centro de jubilados está patrocinado por Senior Residences, una filial de la sororidad Alpha Kappa Alpha. Ivy Acres será uno de los primeros centros de jubilados fundados por afroamericanos y minorías en los Estados Unidos. Ofrecerá una vida asistencia o individual para personas mayores de cincuenta y cinco años, independientemente de su origen, etnia o religión. Barbara K. Phillips, exvicepresidenta y coordinadora de proyectos para Senior Residences, explica el propósito de Ivy Acres: "Hemos comprobado que hay una necesidad ahí fuera, pero esto estará abierto a todos. Queremos ser diversos, queremos ser multiculturales. Cualquiera que quiera venir será bienvenido."
La comunidad cerrada estará ubicada en un terreno de 190.000 m². La urbanización de Ivy Acres cuesta aproximadamente 32 millones de dólares. Además, según la compañía Business Wire, Ivy Acres incluirá "188 unidades residenciales independientes, que serán tanto apartamentos como cabañas, cuarenta apartamentos asistidos y veinte alojamientos privados para cuidados de enfermería especializada". Se espera que los residentes paguen entre 1,890 y 2,890 dólares al mes por el servicio.

### Ivy Reading AKAdemy (academia de lectura Ivy)
Ivy Reading AKAdemy ofrece programas que animan a toda la comunidad a involucrarse. El concepto sirve como un centro educativo y de recursos humanos para los programas proporcionados por Alpha Kappa Alpha. Trabajando con el lema: "Que ningún niño se quede atrás" en mente, The Ivy Reading AKAdemy, una iniciativa de lectura, se centra en el aprendizaje temprano y el dominio de las habilidades básicas de lectura al final del tercer grado. Ivy Reading AKAdemy tiene una propuesta pendiente de 1,5 millones de dólares con el Departamento de Educación de los Estados Unidos para financiar un proyecto nacional extraescolar de tres años de duración en escuelas de barrios marginales con bajo rendimiento y económicamente desfavorecidas en 16 lugares del territorio continental de los Estados Unidos.

### Programa de Becas de Liderazgo
El Programa de Becas de Liderazgo es un evento totalmente financiado en el que treinta miembros de segundo y tercer año de la sororidad Alpha Kappa Alpha de todo el mundo reciben formación individual para desempeñar funciones de liderazgo profesional. Además, los becarios contribuyen al servicio comunitario durante una semana. Uno de los criterios de selección es que los miembros deben tener al menos una nota media entre 6 y 7. El programa se planificó inicialmente en 1978. Al año siguiente, el primer programa se llevó a cabo en Indiana con 29 estudiantes. Varias ciudades de los Estados Unidos han celebrado el Programa de Becas de Liderazgo. En el pasado, Alpha Kappa Alpha ha patrocinado el evento a través de la Fundación para el Fomento Educativo. Además, el programa ha sido financiado por Pillsbury Company, Tyson Foods, Johnson & Johnson, y más recientemente por General Electric.

### Asociaciones en Matemáticas y Ciencias
Asociaciones en Matemáticas y Ciencias (PIMS, por sus siglas en inglés) comenzó con Eva Evans como directora en 1994, y fue parte del programa SPIRIT durante la dirección de Linda White. Eva Evans mencionó la necesidad de un programa de matemáticas y ciencias: "Como sororidad universitaria, siempre hemos desarrollado un programa educativo. Siempre tuvimos altos requisitos en cuanto a notas. Y más que nunca, estamos impulsando la importancia de las matemáticas y la ciencia para nuestras niñas. Necesitamos más mujeres negras en esos campos". El propósito del programa es aumentar los éxitos de los jóvenes en matemáticas y ciencias, así como la tecnología. Las campañas para destacar la importancia del programa fueron patrocinadas por la Fundación Nacional de Ciencias y universidades históricamente negras de todo el país. En varios capítulos se organizaron campamentos de verano de dos semanas de duración sobre matemáticas y ciencias en universidades y campus diurnos, que consistieron en un aprendizaje práctico mediante experimentos en el laboratorio, viajes de estudio a lugares importantes, campamentos juveniles y discursos de expertos influyentes en áreas específicas de estudios. Por ejemplo, un programa PIMS (Profit Impact of Market Strategy) en la escuela primaria Park Street en Marietta, Georgia, proporcionó a niñas de tercer a quinto curso excursiones educativas para estimular la participación en matemáticas y ciencias. También se llevó a cabo una Olimpiada Nacional, basada en el conocimiento en matemáticas y ciencias, en conjunto con el desfile de la comunidad PIMS en el 58.º Boulé en Dallas, Texas.

### Programa de Jóvenes Autores
Con la dirección de Linda White nació el Programa Jóvenes Autores. El propósito del programa es fomentar y aumentar la participación en la lectura y la escritura en el jardín de infancia a través de niños de tercer curso. Cada una de las diez regiones de la sororidad tuvo la oportunidad de elegir un cuento infantil para ser publicado en una antología de dos volúmenes titulada The Spirit Within: Voices of Young Authors (en español: El Espíritu Interior: Voces de Jóvenes Autores). En 2004, veinte niños fueron honrados en la primera antología. Los autores fueron premiados y realizaron firmas de libros en los Boulés de los años 2004 y 2006. En la Boulé de 2004 en Nashville, Tennessee, asistió el ex Secretario del Departamento de Educación Rod Paige. El 15 de julio de 2004, la primera dama Laura Bush habló sobre la dedicación de Ivy AKAdemy en las iniciativas de lectura: "Enseñar a leer a nuestros niños es la prioridad educativa más fundamental que enfrenta nuestro país. Los niños que no aprenden a leer en tercer curso siguen encontrando que la lectura es un desafío a lo largo de sus vidas. Estas expectativas aumentan en cantidad y complejidad cada año".

## Miembros notables
Muchos miembros de Alpha Kappa Alpha se han convertido en activistas de los derechos civiles, educadores, artistas y políticos.

## Legado
La sororidad aparece en la serie documental Profiles of African-American Success, (perfiles de éxito afroamericano).